# Drachme (Grèce moderne)
Pour les articles homonymes, voir Drachme et GRD.
La drachme grecque (symbole : Δρ. ou ₯ ; code ISO 4217 : GRD ; en grec : ἑλληνικὴ δραχμή / ellinikí drachmí, ou jusqu’en 1980 δραχμαί / drachmaí) était l’unité monétaire légale de la Grèce entre 1831 et le 31 décembre 2000.
La drachme était divisée en 100 lepta (λεπτά / leptá ; au singulier lepto, λεπτό / leptó). Son nom provient d’une monnaie antique, la drachme antique grecque.
Le 1er janvier 2001, la drachme est devenue une division nationale de l’euro, la monnaie commune. Le 1er janvier 2002, la drachme a totalement cessé d’être unité de compte, avant de cesser rapidement son cours légal (totalement remplacé par l’euro devenu monnaie unique) ; les pièces et billets en drachmes ont depuis été totalement démonétisés.

## Histoire de la drachme moderne grecque
La drachme moderne est née en 1833, peu après l’indépendance de la Grèce. Elle remplaça le phénix, peu apprécié des Grecs. Le royaume de Grèce a rejoint l’Union monétaire latine en 1868 ; la drachme était alors à parité avec le franc français. En 1868, la drachme remplace l'obole ionienne dans la République des îles Ioniennes, protectorat britannique finalement cédé à la Grèce.
À la suite des péripéties économiques du pays, le cours forcé dut être décrété en 1878. La drachme recouvrit sa parité metallique au début du XXe siècle, mais à la suite de la Grande Guerre et notamment de son prolongement (Campagne d'Asie mineure) catastrophique pour la Grèce, elle s'effondra et ne fut stabilisée qu'en 1928, à 1/15 de son ancienne valeur. Cette stabilisation ne dura que jusqu'en 1932.
La période de la Seconde Guerre mondiale entraîna une inflation galopante. Dès novembre 1944, la nouvelle drachme était mise en circulation, avec un taux de 50 000 000 000 anciennes drachmes pour la nouvelle. Fortement dévaluée elle aussi à la suite de la guerre civile qui  déchira le pays après la Libération, la nouvelle drachme fut définitivement stabilisée au taux de 30.000 drachmes pour 1 dollar américain en 1953 et remplacée par une drachme "lourde", équivalente à 1000 drachmes d'après-guerre, l'année suivante. Cette parité demeura plus ou moins stable jusque dans les années 1970, mais la drachme perdit beaucoup de sa valeur dans les vingt-cinq années qui suivirent et ne fut stabilisée qu'en vue de l'adhésion du pays à l'Union monétaire européenne, réalisée au début du XXIe siècle.
La drachme a cessé d’avoir cours légal le 28 février 2002, remplacée par l'euro, au taux de 340,750 GRD.

## Émissions monétaires

### Billets de banque
Dernière série de billets grecs :
- 100 drachmes (rouge) - tête d’Athéna et portrait d’Adamántios Koraïs (Ἀδαμάντιος Κοραῆς).
- 200 drachmes (orange) - portrait de Rigas Velestinlis-Fereos («Κρυφὸ σχολειό» - ἐλαιογραφία Νικολάου Γύζη).
- 500 drachmes (vert) - portrait d’Ioannis Kapodistrias (Ἰωάννης Καποδίστριας).
- 1 000 drachmes (brun) - tête d’Apollon (Κεφαλὴ θεοῦ Ἀπόλλωνα).
- 5 000 drachmes (bleu) - portrait du général Theodoros Kolokotronis (Θεόδωρος Κολοκοτρώνης).
- 10 000 drachmes (pourpre) - portrait du Dr Georges Papanicolaou (Γεώργιος Παπανικολάου).

## Émissions pour la Crète

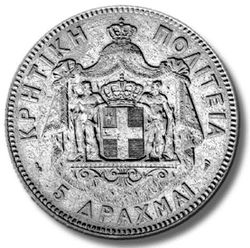
Pièce de 5 drachmes (1901), frappée avec mention État de Crète.

Entre 1900 et 1901, une drachme divisée en 100 lepta a été émise pour l'État de Crète fondé en 1898, à parité avec la drachme grecque. Ont été frappées des pièces de 1 lepton et 2 lepta en bronze, de 5, 10 et 20 lepta en cupronickel, et de 50 lepta, 1, 2 et 5 drachmes en argent. L'unification effective de l'île avec la Grèce a lieu en 1913.